# Lopatitsa (Bitola)
Lopatitsa (en macédonien Лопатица) est un village du sud-est de la Macédoine du Nord, situé dans la municipalité de Bitola. Le village comptait 280 habitants en 2002.

## Démographie
Lors du recensement de 2002, le village comptait :
- Macédoniens : 280